# Hookeria diaphana
Hookeria diaphana là một loài Rêu trong họ Hookeriaceae. Loài này được (Sw. ex Hedw.) Hook. & Grev. mô tả khoa học đầu tiên năm 1825.